# ميكي لويس
ميكي لويس (بالإنجليزية: Mickey Lewis)‏ (15 فبراير 1965 ببرمنغهام في المملكة المتحدة - 5 مارس 2021) هو مدرب كرة قدم ولاعب كرة قدم بريطاني في مركزي الدفاع والوسط. لعب مع أكسفورد يونايتد وديربي كاونتي ووست بروميتش ألبيون ودي موين  مانس ‏.

## وصلات خارجية
- ميكي لويس على موقع قاعدة بيانات كرة القدم.إي يو (الإنجليزية)